# Dimorphodontidae
De Dimorphodontidae vormen een onderverdeling (familie) van de Pterosauria.
In 1870 benoemde Harry Govier Seeley een familie Dimorphodontidae om Dimorphodon uit het Vroeg-Jura een plaats te geven.
David Unwin definieerde een klade, monofyletische afstammingsgroep, Dimorphodontidae in 2003 als de groep die bestaat uit de laatste gemeenschappelijke voorouder van Dimorphodon macronyx en Peteinosaurus zambellii, en al zijn afstammelingen. Peteinosaurus is een soort uit het Trias.
Volgens Kellner (2003, 2004) en Wang (2005) is ook Eudimorphodon rosenfeldi (een soort die volgens hen niet tot het geslacht Eudimorphodon behoort, vandaar de aanhalingstekens. In 2009 zou het hernoemd worden als Carniadactylus), nauw verwant aan Peteinosaurus, maar volgens Unwin heeft E. rosenfeldi een meer afgeleide plaats.
De Dimorphodontidae waren in ieder geval vrij basale pterosauriërs, volgens Unwin zelfs de meest basale op Preondactylus na, en de zustergroep van de Caelidracones binnen de Macronychoptera. Ze zouden zich onderscheiden door hun basale hoge, korte en ronde schedelvorm die weinig verschild zou hebben van de voorouders van de pterosauriërs. Volgens Kellner en Wang waren ze echter een stuk geavanceerder, nog boven Dorygnathus en was Peteinosaurus geen zustertaxon van Dimorphodon, wat de laatste tot het enige bekende lid van de groep zou maken. Zij verwerpen dus Unwins definitie.
Volgens een analyse van Brian Andres uit 2014 is Peteinosaurus niet nauw aan Dimorphodon verwant maar een lid van de Eopterosauria. Dimorphodontidae sensu Unwin zou hierdoor samenvallen met de Pterosauria sensu Unwin zelf. Daarom benoemde Andres een Dimorphodontia.
In 2018 werd een soort benoemd die wél een klade met Dimorphodon gevormd zou hebben: Caelestiventus. Bij die gelegenheid werden de Dimorphodontidae gedefinieerd als de groep die bestaat uit de laatste gemeenschappelijke voorouder van Dimorphodon macronyx en Caelestiventus hanseni; en al zijn afstammelingen.